# 15e division d'infanterie (Pologne)
Pour les articles homonymes, voir 15e division d’infanterie.

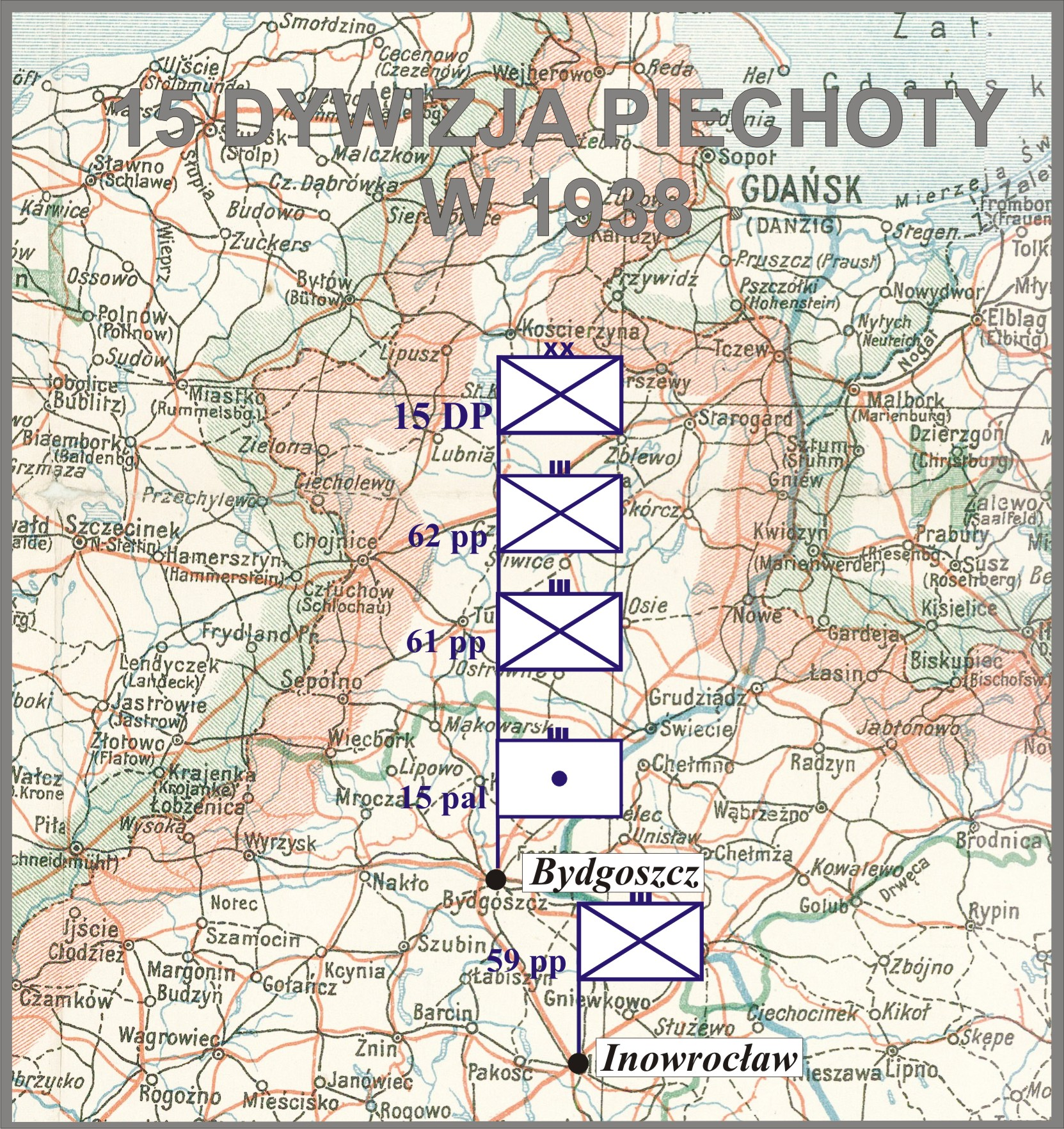
15 DP w 1938

La  15e division d’infanterie "Grande Pologne" est une division d'infanterie de l'armée polonaise de la Seconde Guerre mondiale.

## Historique
Elle est créée le 17 février 1920 à partir de la 2e division de fusilers "grande pologne"

### Guerre soviéto-polonaise
Elle participe activement à la guerre Soviéto polonaise en participant à l'offensive sur Kiev et à la bataille de Varsovie. Après la victoire polonaise, elle chasse l'armée rouge du nord de Maeovia. Puis elle participe à la bataille de la rivière Niemen. 
Après le conflit, elle stationne à Bydgoszcz.

### Campagne de Pologne
En aout 1939, devant le menace d'une guerre avec l'Allemagne de plus en plus importante, elle reçoit l'ordre de défendre le corridor polonais entre Bydgoszcz et Naklo sous la direction de l'armée Pomorze.
Le 1er et 2 septembre, elle résiste avec succès aux assauts de la 50e division d'infanterie allemande et de la Netze Brigade. Le 3 septembre, la division reçoit l'ordre de se replier sur Toruń harcelée par la Whermacht et la Luftwaffe. Du 9 au 18 septembre, elle participe à la bataille de la Bzura couvrant l'arrière des troupes polonaises. Après la défaite polonaise, quelques éléments dispersés arrivèrent à rejoindre la garnison de Varsovie assiégée.

### Après-guerre
En 1945, la 15e division d'infanterie est reformée dans le cadre de l'Armée populaire de Pologne. Elle transformée en 15e division mécanisés en 1955. 

## Composition

### Guerre soviéto polonaise
- XXIXe brigade d'infanterie (colonel Stanisław Wrzaliński)
- XXXe brigade d'infanterie (colonel Tadeusz Gałecki)
- XVe brigade d'artillerie (general Anatol Kędzierski)

### Campagne de Pologne
- 59e régiment d'infanterie
- 61e régiment d'infanterie
- 62e régiment d'infanterie
- 15e régiment d'artillerie légère